# Staurastrum johnsonii
Staurastrum johnsonii  là một loài Song tinh tảo trong họ Desmidiaceae, thuộc chi Staurastrum.